# محمد داوود کلکانی
محمد داوود کلکانی (زاده: ۱۳۴۲ ولسوالی کلکان، ولایت کابل) سیاست‌مدار افغانستانی و نماینده مردم کابل در دوره پانزدهم مجلس نمایندگان افغانستان است.

## زندگی‌نامه
محمد داوود کلکانی متولد ۱۳۴۲ از ولسوالی کلکان ولایت کابل افغانستان است. وی دارای مدرک تحصیلی بکلوریا/دیپلم است.

## دیگر فعالیت‌ها
- فرمانده لوا/تیپ و آمر سیاسی فرقه/لشکر هشت.[۱]
- معاون و منشی شورای اسلامی کوهدامن.[۱]